# Umfredo d'Altavilla
Umfredo d'Altavilla (Cotentin, 1010 circa – Venosa, agosto 1057) è stato un condottiero e cavaliere medievale normanno, conte di Puglia e Calabria.

## Biografia
Era figlio cadetto di Tancredi d'Altavilla e della sua prima moglie Muriella.
Alcune fonti ritengono che Umfredo sia giunto in Italia meridionale insieme ai suoi fratelli intorno al 1035; tuttavia, poiché il suo nome manca tra i cavalieri normanni che, a Melfi, nel 1042, si spartirono i primi territori conquistati, è ragionevole supporre che il suo arrivo risalga a qualche anno più tardi, probabilmente nel 1044, durante il regno del fratello maggiore Guglielmo. A quel tempo, prese possesso di Lavello e poi succedette, nel 1051, al fratello Drogone, come conte di Puglia e Calabria.
Di sicuro l'evento più rilevante che lo vide protagonista fu la battaglia di Civitate (18 giugno 1053): Umfredo guidò le armate degli Altavilla (insieme al giovane fratellastro Roberto il Guiscardo) e dei Drengot (insieme a Riccardo, conte di Aversa) contro le forze unite del papato e dell'impero. L'esercito pontificio fu annientato e papa Leone IX fu catturato e imprigionato a Benevento.

Umfredo sposò Matilda, figlia di Asclettino I Drengot da cui ebbe due figli:
- Abelardo,[1] nato dopo il 1044 e morto in Illiria nel 1081
- Ermanno,[2] nato dopo il 1045 e morto a Bisanzio nel 1097.

Alla morte del fratello Drogone, ne sposò la vedova Gaitelgrima, figlia di Guaimario III di Salerno, da cui nacque Umfreda, che andò sposa a Basileo Spadafora.
Umfredo morì a Venosa nel 1057 e la sua eredità passò al fratellastro ed eroe di Civitate, Roberto il Guiscardo, al quale attribuì anche la tutela dei suoi figli minorenni, Abelardo ed Ermanno; il Guiscardo, però, ne confiscò l'eredità: nel giro di due anni, avrebbe elevato il suo rango comitale allo status ducale.

## Ascendenza
|                         |                          |         | Genitori |  |  | Nonni |  |  | Bisnonni |  |  | Trisnonni |  |
|                         |                          |         |          |  |  |       |  |  | …        |  |  | …         |  |
|                         |                          |         |          |  |  |       |  |  | …        |  |  | …         |  |
|                         |                          | …       |          |  |  |       |  |  | …        |  |  |           |  |
| …                       |                          |         |          |  |  |       |  |  | …        |  |  |           |  |
|                         |                          | …       | …        |  |  |       |  |  |          |  |  |           |  |
|                         |                          | …       | …        |  |  |       |  |  |          |  |  |           |  |
|                         |                          | …       | …        |  |  |       |  |  |          |  |  |           |  |
| Tancredi d'Altavilla    |                          | …       |          |  |  |       |  |  |          |  |  |           |  |
|                         |                          | …       | …        |  |  |       |  |  |          |  |  |           |  |
|                         |                          | …       | …        |  |  |       |  |  |          |  |  |           |  |
|                         |                          | …       | …        |  |  |       |  |  |          |  |  |           |  |
| …                       |                          | …       |          |  |  |       |  |  |          |  |  |           |  |
|                         |                          | …       | …        |  |  |       |  |  |          |  |  |           |  |
|                         |                          | …       | …        |  |  |       |  |  |          |  |  |           |  |
|                         |                          | …       | …        |  |  |       |  |  |          |  |  |           |  |
| Umfredo d'Altavilla     |                          | …       |          |  |  |       |  |  |          |  |  |           |  |
|                         | Guglielmo I di Normandia | Rollone |          |  |  |       |  |  |          |  |  |           |  |
|                         | Guglielmo I di Normandia | Rollone |          |  |  |       |  |  |          |  |  |           |  |
|                         | Guglielmo I di Normandia | Poppa   |          |  |  |       |  |  |          |  |  |           |  |
| Riccardo I di Normandia | Guglielmo I di Normandia |         |          |  |  |       |  |  |          |  |  |           |  |
|                         |                          | Sprota  | …        |  |  |       |  |  |          |  |  |           |  |
|                         |                          | Sprota  | …        |  |  |       |  |  |          |  |  |           |  |
|                         |                          | Sprota  | …        |  |  |       |  |  |          |  |  |           |  |
| Muriella                |                          | Sprota  |          |  |  |       |  |  |          |  |  |           |  |
|                         |                          | …       | …        |  |  |       |  |  |          |  |  |           |  |
|                         |                          | …       | …        |  |  |       |  |  |          |  |  |           |  |
|                         |                          | …       | …        |  |  |       |  |  |          |  |  |           |  |
| …                       |                          | …       |          |  |  |       |  |  |          |  |  |           |  |
|                         |                          | …       | …        |  |  |       |  |  |          |  |  |           |  |
|                         |                          | …       | …        |  |  |       |  |  |          |  |  |           |  |
|                         |                          | …       | …        |  |  |       |  |  |          |  |  |           |  |
|                         |                          | …       |          |  |  |       |  |  |          |  |  |           |  |